# میراث جهانی در ایران
میراث جهانی در ایران تا جولای ۲۰۲۵ شامل ۲۹ اثر در کشور ایران است. ایران سه سال پس از تصویب کنفرانس عمومی یونسکو در تاریخ چهارشنبه، ۲۶ فوریه سال ۱۹۷۵ به این پیمان‌نامه پیوست. ایران افزون بر ۲۹ اثر ثبت شده دارای ۶۰ اثر در فهرست پیشنهادی جهت ثبت است.
میراث جهانی نام پیمان‌نامه‌ای بین‌المللی است که در تاریخ ۱۶ نوامبر سال ۱۹۷۲ به تصویب کنفرانس عمومی یونسکو رسید. موضوع آن، حفظ آثار تاریخی، طبیعی و فرهنگی بشر است که اهمیت جهانی دارند و متعلق به تمام انسان‌های زمین، فارغ از نژاد، مذهب و ملیت خاص می‌باشند. بر پایه این کنوانسیون کشورهای عضو یونسکو، می‌توانند آثار تاریخی، طبیعی و فرهنگی کشور خود را نامزد ثبت به عنوان میراث جهانی کنند. حفاظت از این آثار پس از ثبت در عین باقی ماندن در حیطه حاکمیت کشور مربوط، به عهده تمام کشورهای عضو خواهد بود.
سایت‌های میراث جهانی سازمان آموزشی، علمی و فرهنگی سازمان ملل متحد، یونسکو مکان‌هایی هستند که دارای اهمیت فرهنگی یا طبیعی هستند، همان‌طور که در پیمان‌نامه میراث جهانی، که در سال ۱۹۷۲ تأسیس شده، شرح داده شده است. میراث فرهنگی شامل بناهای تاریخی مانند آثار معماری، مجسمه‌ها، کتیبه‌ها، مجموعه‌های ساختمانی و محوطه‌های باستانی است. از سوی دیگر، میراث طبیعی به ویژگی‌های فیزیکی و زیستی، شکل‌های زمین‌شناسی و زیستگاه گونه‌های در خطر انقراض حیوانات و گیاهان اطلاق می‌شود. همچنین مکان‌هایی که از نظر علمی، حفاظتی یا زیبایی طبیعی اهمیت دارند، جزو میراث طبیعی به‌شمار می‌روند.
سه اثر چغازنبیل، تخت جمشید و میدان نقش جهان نخستین مکان‌هایی بودند که در ایران به فهرست میراث جهانی افزوده شدند. از آن سال به بعد در حدود ۲۴ سال هیچ پرونده‌ای برای ثبت‌جهانی تشکیل نشد و پس از بیش از دو دهه، تخت سلیمان و مجموعه ارگ بم و مجموعه پاسارگاد در یونسکو به ثبت جهانی رسید. روند ثبت آثار مهم ایران در سال‌های بعد ادامه پیدا کرد و گنبد سلطانیه و بیستون به‌عنوان هفتمین و هشتمین اثر از ایران در یونسکو ثبت جهانی شدند.
مجموعه آثار رهبانی ارامنه ایران شامل چهار کلیسای تادئوس مقدس، سن استپانوس، زُر زُر و کلیسای چوپان و سازه‌های آبی شوشتر نهمین و دهمین آثار ثبت شده ایران هستند که در فهرست جهانی ثبت شده‌اند. در ادامه این روند ایران موفق به ثبت دو اثر در فهرست جهانی شد؛ بازار تبریز و آرامگاه شیخ صفی‌الدین اردبیلی به دلیل ویژگی‌های معماری و تاریخی در حافظه جهانی قرار گرفتند. با ثبت مجموعه باغ‌های ایرانی شامل ۹ باغ پاسارگاد، باغ ارم، چهل‌ستون، باغ فین، عباس‌آباد، باغ شاهزاده، اکبریه، دولت‌آباد و پهلوان‌پور، مسجد جامع اصفهان و برج گنبد قابوس و مجموعه فرهنگی تاریخی کاخ گلستان در یونسکو تعداد آثار جهانی ایران به ۱۶ اثر رسید. شهر سوخته در سال ۲۰۱۴ در یونسکو به ثبت رسید، و در سال بعد منظر فرهنگی روستای میمند و محوطه باستانی شوش به فهرست جهانی یونسکو پیوستند.
در سال ۲۰۱۶ دشت لوت که در استان‌های کرمان، خراسان جنوبی و سیستان و بلوچستان قرار دارد جایگاه جهانی پیدا کرد. لوت بیست‌ویکمین اثر ثبت شده ملی ایران در فهرست جهانی است. دومین پرونده‌ای که در این سال از ایران در میراث جهانی به ثبت رسید، مجموعه یازده رشته قنات بود که از قدیمی‌ترین و عجیب‌ترین سیستم‌های آب‌رسانی جهان و شاهکار معماری و مهندسی ایرانی هستند. با ثبت شهر تاریخی یزد، چشم‌انداز باستان‌شناسی ساسانی منطقه فارس، جنگل‌های هیرکانی، راه‌آهن سراسری ایران و اورامان تا سال ۱۴۰۰ ایران با ۲۶ اثر در رتبه نهم جهان قرار داشت.
در سال ۱۴۰۲ با ثبت ۵۴ کاروانسرای ایرانی در قالب پرونده‌ای زنجیره‌ای در چهل و پنجمین اجلاس کمیته میراث جهانی یونسکو در ریاض عربستان، تعداد آثار ثبت‌شده ایران در فهرست میراث جهانی به ۲۷ اثر رسید و تعداد آثار منفرد ثبت شده دو برابر و بالغ بر ۱۰۰ اثر شد. پرونده ثبت جهانی زنجیره‌ای کاروانسراهای ایرانی یکی از بزرگ‌ترین پرونده‌های ثبت جهانی در عرصه ملی و بین‌المللی به جهت گستردگی تعداد آثار منفرد (۵۴ اثر در قالب یک پرونده) در تاریخ شش دهه‌ای ثبت‌های جهانی پس از کنوانسیون ۱۹۷۲ در یونسکو به‌شمار می‌رود. در چهل و ششمین کمیته میراث جهانی که در دهلی‌نو برگزار شد، پرونده «هگمتانه و مرکز تاریخی همدان» به عنوان تنها پرونده ایران بررسی و محوطه تاریخی هگمتانه به عنوان ۲۸مین اثر ایران به فهرست میراث جهانی افزوده شد. ایران با داشتن ۲۸ اثر ثبت‌شده از نظر تعداد کل آثار ثبت‌شده در رتبه دهم، از نظر آثار فرهنگی با ۲۶ اثر ثبت‌شده در رده نهم و از نظر آثار طبیعی با ۲ اثر ثبت‌شده در رتبه یازدهم قرار دارد. از میان این آثار جنگل‌های هیرکانی به‌صورت مشترک با جمهوری آذربایجان به ثبت رسیده است.
افزون بر مکان‌های ثبت شده مکان‌هایی مانند نقش رستم و نقش رجب، طاق‌بستان، دماوند، شهر تاریخی ماسوله، چشم‌انداز فرهنگی الموت، پارک ملی گلستان، منطقه حفاظت شده ارسباران، کوه سبلان، مسجد کبود و … نیز برای ثبت در میراث جهانی پیشنهاد شده‌اند.

## میراث جهانی
سایت‌ها با ده معیار فهرست می‌شوند. هر ورودی باید دست‌کم یکی از معیارها را داشته باشد.
| #  | نگاره                                                                  | نام                                    | موقعیت                                              | سال  | ش ثبتمعیارها            | شرح | م      |
| -- | ---------------------------------------------------------------------- | -------------------------------------- | --------------------------------------------------- | ---- | ----------------------- | --- | ------ |
| ۱  |                                                                        | چغازنبیل                               | خوزستان                                             | ۱۹۷۹ | ۱۱۳ iii, iv             | چغازنبیل نیایشگاهی باستانی است که در زمان ایلامی‌ها و در حدود ۱۲۵۰ پیش از میلاد ساخته شده است. چغازنبیل بخش به‌جامانده از شهر دوراونتش است. | [ ۱۰ ] |
| ۲  |                                                                        | تخت جمشید                              | فارس                                                | ۱۹۷۹ | ۱۱۴ i, iii, vi          | تخت جمشید یا پارسه که در شهرستان مرودشت در شمال استان فارس واقع است، نام یکی از شهرهای باستانی ایران است. در این شهر باستانی، مجموعه کاخ‌هایی به نام تخت جمشید وجود دارد که در دوران زمامداری داریوش بزرگ، خشایارشا و اردشیر اول بنا شده است. | [ ۱۱ ] |
| ۳  |                                                                        | میدان نقش جهان                         | اصفهان                                              | ۱۹۷۹ | ۱۱۵ i, v، vi            | میدان نقش جهان میدان بزرگ مستطیل شکلی در شهر اصفهان ایران است که به‌وسیلهٔ بناهایی از دورهٔ صفوی محصور شده است. میدان نقش جهان به شکل امروزین در دوره سلطنت شاه عباس صفوی پایه‌گذاری شده است. بناهای تاریخی موجود در میدان نقش جهان شامل عالی‌قاپو، مسجد شاه، مسجد شیخ لطف‌الله و سردر قیصریه است. | [ ۱۲ ] |
| ۴  |                                                                        | تخت سلیمان                             | آذربایجان غربی                                      | ۲۰۰۳ | ۱۰۷۷ i, ii, iii, iv, vi | این اثر در نزدیکی روستای تخت سلیمان در تکاب قرار دارد و مجموعه‌ای از بناهای تاریخی هستند که در اطراف دریاچه‌ای طبیعی ساخته شده است. آثار بناهای دوره‌های اشکانیان و ساسانی و ایلخانان در این محل یافت شده است. مهم‌ترین آثار بجا مانده آن آتشکده و تالارهای دوره ساسانی است. | [ ۱۳ ] |
| ۵  |                                                                        | چشم‌انداز فرهنگی ارگ بم                 | کرمان                                               | ۲۰۰۴ | ۱۲۰۸ ii, iii, iv, v     | ارگ بم در گوشه شمال شرقی و چسبیده به شهر بم در استان کرمان و در مجاورت جادهٔ ابریشم قرار دارد و بنا به روایات متعدد، مربوط به دوران اشکانی یا هخامنشی است. تا اواخر دوره قاجار، ارگ بم همچنان مسکونی بوده است. این بنایی مشهور تاریخی در زمین‌لرزه بم، به شدت ۶٫۶ ریشتر که در ساعت ۵:۲۶ بامداد ۵ دی ۱۳۸۲ شهر بم را لرزاند. ویران شد. | [ ۱۴ ] |
| ۶  |                                                                        | پاسارگاد                               | فارس                                                | ۲۰۰۴ | ۱۱۰۶ i, ii, iii, iv     | مجموعه‌ای از آثار باستانی برجای‌مانده از دوران هخامنشیان است. این مجموعه دربرگیرندهٔ سازه‌هایی چون آرامگاه کوروش بزرگ، باغ سلطنتی پاسارگاد، کاخ دروازه، پل، کاخ بارعام، کاخ اختصاصی، دو کوشک، آب‌نماهای باغ شاهی، آرامگاه کمبوجیه، استحکامات دفاعی تل تخت، کاروانسرای مظفری، محوطهٔ مقدس و تنگه بلاغی است. | [ ۱۵ ] |
| ۷  |                                                                        | گنبد سلطانیه                           | زنجان                                               | ۲۰۰۵ | ۱۱۸۸ ii, iii, iv        | گنبد سلطانیه مقبرهٔ محمد خدابنده الجایتو است که در ۱۳۰۲ تا ۱۳۱۲ در شهر سلطانیه (پایتخت ایلخانیان) ساخته شد و از آثار مهم معماری ایرانی و اسلامی به‌شمار می‌رود. این بنا از حیث معماری و تزیین و بزرگی در دنیا مشهور است. رنگ گنبد آبی است. بر روی این اضلاع گنبد بلندی قرار گرفته که ارتفاع آن را ۱۲۰ گز نوشته‌اند. | [ ۱۶ ] |
| ۸  |                                                                        | سنگ‌نوشته بیستون                        | کرمانشاه                                            | ۲۰۰۶ | ۱۲۲۲ ii, iii            | سنگ‌نبشته بیستون بزرگ‌ترین سنگ‌نبشتهٔ جهان، نخستین متن شناخته شدهٔ ایرانی و از آثار دودمان هخامنشیان (۵۲۰ پ. م) واقع در شهرستان هرسین در سی کیلومتری شهر کرمانشاه بر دامنه کوه بیستون است. سنگ‌نبشته بیستون یکی از مهم‌ترین و مشهورترین سندهای تاریخ جهان و مهم‌ترین متن تاریخی در زمان هخامنشیان است که شرح پیروزی داریوش بزرگ را بر گوماته مغ و به بند کشیدن یاغیان را نشان می‌دهد. | [ ۱۷ ] |
| ۹  |                                                                        | مجموعه آثار رهبانی ارامنه ایران        | آذربایجان شرقی آذربایجان غربی                       | ۲۰۰۸ | ۱۲۶۲ ii, iii, vi        | مجموعه سه کلیسای ارمنی (قره کلیسا، کلیسای استفانوس مقدس و کلیسای زور زور) است. این کلیساها در دوره زمانی میان سده‌های هفتم تا چهاردهم میلادی بنیادگذاری شده و با گذشت زمان چندین بار بازسازی شده‌اند. | [ ۱۸ ] |
| ۱۰ |                                                                        | سازه‌های آبی شوشتر                      | خوزستان                                             | ۲۰۰۹ | ۱۳۱۵ i, ii, v           | سازه‌های آبی شوشتر در دوران ساسانیان، جهت بهره‌گیری از نیروی آب به‌عنوان محرک آسیاب‌های صنعتی ساخته شده است. در این مجموعه بزرگ، ساختمان آسیاب‌ها، آبشارها، کانال‌ها و تونل‌های عظیم هدایت آب و سیکا که محلی جهت استراحت و تفریح است قابل توجه و جالب هستند. در سفرنامه مادام ژان دیولافوآ باستان‌شناس نامدار فرانسوی از این محوطه به عنوان بزرگ‌ترین مجموعه صنعتی پیش از انقلاب صنعتی یاد شده است. | [ ۱۹ ] |
| ۱۱ |                                                                        | مجموعه تاریخی بازار تبریز              | آذربایجان شرقی                                      | ۲۰۱۰ | ۱۳۴۶ ii, iii, iv        | بازار تبریز بزرگ‌ترین و از مهم‌ترین بازارهای سرپوشیده در سطح ایران و قارهٔ آسیا به‌شمار می‌رود. این بازار با مساحتی حدود یک کیلومتر مربع، بزرگ‌ترین بازار سرپوشیدهٔ جهان است. این بازار از بازارچه‌ها، تیمچه‌ها، سراها و کاروانسراهای متعددی تشکیل یافته است. | [ ۲۰ ] |
| ۱۲ |                                                                        | آرامگاه شیخ صفی‌الدین اردبیلی           | اردبیل                                              | ۲۰۱۰ | ۱۳۴۵ i, ii, iv          | مجموعه بقعه شیخ صفی الدین به نام عارف نامدار شیخ صفی الدین اردبیل جد پادشاهان صفوی، در سال ۷۳۵ ه‍.ق به دست فرزند وی صدرالدین موسی بنا شد. در عصر صفوی، بقعه شیخ با حضور استادان بزرگ عهد صفوی چنان به زیور آراسته شد. یکی از موارد منحصر به فرد این مجموعه این است که این بقعه حاوی ده‌ها اثر بدیع در مضامین مختلف رشته‌های هنری است. | [ ۲۱ ] |
| ۱۳ | باغ شاهزاده ماهان در استان کرمان                                       | باغ ایرانی                             | مازندران اصفهان خراسان جنوبی کرمان فارس یزد         | ۲۰۱۱ | ۱۳۷۲ i, ii, iii, iv, vi | باغ ایرانی به ساختار و طراحی منحصر به فرد آن اشاره دارد. باغ ایرانی پاسارگاد را ریشه معماری این باغ‌ها دانسته‌اند. ارم، چهل‌ستون، فین، عباس‌آباد، باغ شازده، دولت‌آباد، پهلوان‌پور، اکبریه به عنوان میراث جهانی به ثبت رسیدند. | [ ۲۲ ] |
| ۱۴ | مسجد جامع اصفهان که به مسجد جامع عتیق و مسجد جمعه اصفهان هم معروف است. | مسجد جامع اصفهان                       | اصفهان                                              | ۲۰۱۲ | ۱۳۹۷ i, ii, iv          | این مسجد از مهم‌ترین و قدیمی‌ترین بناهای مذهبی ایران است که شامل قسمت‌های مختلفی از قبیل گنبد نظام الملک، گنبد تاج الملک، ضمن چهار ایوانی شبستان‌ها، مدرسه مظفری محراب الجایتو که هر یک نمایانگر سیر هنر معماری اسلامی در دوره‌ای خاص هستند. سبک معماری مسجد شیوه رازی است. این بنا منعکس‌کننده هنر بیزانس و کلاسیک در قالب یک بنای سنتی و اسلامی است. | [ ۲۳ ] |
| ۱۵ | گنبد قابوس بنایی تاریخی از سده چهارم هجری است                          | برج گنبد قابوس                         | گلستان                                              | ۲۰۱۲ | ۱۳۹۸ i, ii, iv          | گنبد قابوس بنایی تاریخی از سده ۴ هجری با سبک معماری شیوه رازی و بلندترین برج تمام آجری جهان است که در زمان قابوس بن وشمگیر و در شهر جرجان، که پایتخت پادشاهان آل زیار بود، بنا گردیده است. | [ ۲۴ ] |
| ۱۶ | نمایی از تالار اصلی عمارت بادگیر در کاخ گلستان                         | کاخ گلستان                             | تهران                                               | ۲۰۱۳ | ۱۴۲۲ iii,iv             | بناهای این کاخ در زمان‌های مختلف ساخته شده‌اند و بخشی از ارگ سلطنتی تاریخی بوده است. ساخت آن به زمان شاه طهماسب یکم بازمی‌گردد، و بخش‌های اصلی آن در درون حصار قدیمی تهران احداث شد و در دورهٔ قاجار گسترش فراوانی یافت و محل سکونت شاهان قاجار بود. | [ ۲۵ ] |
| ۱۷ |                                                                        | شهر سوخته                              | سیستان و بلوچستان                                   | ۲۰۱۴ | ۱۴۵۶ ii,iv              | بقایای شهری باستانی است که قدمتی ۶۰۰۰ ساله دارد و با عصر برنز تمدن جیرفت مقارن است. این شهر ۲۸۰ هکتار وسعت داشته و دارای ۵ بخش اساسی بوده که شامل بخش مسکونی، مرکزی، صنعتی، بناهای یادمانی، و گورستان است که به صورت تپه‌های متوالی و چسبیده به هم واقع شده‌اند. | [ ۲۶ ] |
| ۱۸ |                                                                        | چشم‌انداز فرهنگی میمند                  | کرمان                                               | ۲۰۱۵ | ۱۴۲۳ v                  | میمند روستایی صخره‌ای و دستکند با چند هزار سال قدمت است. این بنا بی‌گمان از نخستین سکونت‌گاه‌های بشری در ایران به‌شمار می‌رود. روستای میمند روی هم رفته دارای ۴۰۶ کیچه و ۲۵۶۰ اتاق می‌باشد. ساکنان این روستا دارای آداب و رسوم خاص هستند و در زبان و گویش آن‌ها هنوز از کلمات پهلوی ساسانی استفاده می‌شود. | [ ۲۷ ] |
| ۱۹ |                                                                        | شوش                                    | خوزستان                                             | ۲۰۱۵ | ۱۴۵۵ i,ii,iii,iv        | شهر باستانی شوش یکی از قدیمی‌ترین سکونتگاه‌های شناخته شده جهان است. طبق اسناد باستانی شوش از مهم‌ترین و باشکوه‌ترین شهرهای باستانی ایران و جهان بوده است. شهر باستانی شوش روزگاری مرکز برخورد دو تمدن مهم بوده، که هریک به سهم خود در دیگری تأثیر داشته است. | [ ۲۸ ] |
| ۲۰ | قنات قصبه گناباد                                                       | قنات ایرانی                            | خراسان رضوی خراسان جنوبی یزد کرمان مرکزی اصفهان     | ۲۰۱۶ | ۱۵۰۶ iii,iv             | بی بدیل بودن این قنات‌ها شامل فناوری‌های مرتبط با احداث آن‌ها با در نظر گرفتن ویژگی‌های منحصر به فردشان، مانند عمیق‌ترین، طولانی‌ترین، یا قدیمی‌ترین قنات ایران بوده است. این ۱۱ قنات شامل: قنات قصبه گناباد، قنات بلده فردوس، قنات حسن‌آباد مشیر و قنات باغ زارچ، قنات ابراهیم‌آباد اراک، قنات مزدآباد و قنات عمومی وزوان، قنات مون، قنات گوهرریز جوپار، قنات اکبرآباد بم و قنات قاسم‌آباد بم است. | [ ۲۹ ] |
| ۲۱ |                                                                        | دشت لوت                                | خراسان جنوبی کرمان سیستان و بلوچستان                | ۲۰۱۶ | ۱۵۰۵ vii,viii           | این میراث نخستین اثر طبیعی ایران است. سابقهٔ تمدنی بیش از پنج هزار سال در حاشیهٔ دشت لوت و کشف حدود سه‌هزار اثر تاریخی از این منطقه در نوع خود بی‌نظیر است که از جمله این کشفیات می‌توان به درفش پنج هزارسالهٔ شهداد اشاره کرد که قدیمی‌ترین درفش جهان محسوب می‌شود. | [ ۳۰ ] |
| ۲۲ |                                                                        | شهر تاریخی یزد                         | یزد                                                 | ۲۰۱۷ | ۱۵۴۴ iii,v              | بافت و ساخت معماری ویژهٔ منطقهٔ یزد از بارزترین نمونه‌های معماری خاص اقلیم‌های گرم و خشک در جهان است. در مرکز هر محله معمولاً حمام، بازارچه، آب انبار، مسجد، حسینیه، لرد، کارگاه‌های کوچک، جوی آب قرار دارد که بسیاری از این امکانات هنوز پابرجا هستند. بادگیرها، مناره‌ها و گنبدها مشخص‌ترین جنبه ظاهری معماری شهر است. | [ ۳۱ ] |
| ۲۳ |                                                                        | چشم‌انداز باستان‌شناسی ساسانی منطقه فارس | فارس                                                | ۲۰۱۸ | ۱۵۶۸ ii,iii,v           | آثار به جای مانده از دوران ساسانی در شهرستان‌های فیروزآباد، کازرون و سروستان در قالب یک پرونده به ثبت رسیده‌اند. این آثار شامل شهر باستانی بیشاپور، غار شاپور، کاخ ساسانی سروستان، شهر باستانی اردشیر خوره، کاخ اردشیر بابکان، قلعه دختر، نقش برجسته دیهیم گذاری و نقش برجسته پیروزی اردشیر بر اردوان می‌شود. | [ ۳۲ ] |
| ۲۴ |                                                                        | جنگل‌های هیرکانی                        | گلستان مازندران گیلان خراسان شمالی سمنان            | ۲۰۱۹ | ۱۵۸۴ ix                 | این جنگل از منطقه پارک ملی هیرکان جمهوری آذربایجان آغاز و تا استان خراسان شمالی در ایران امتداد دارد و زیست‌بوم جنگل‌های مختلطِ پهن‌برگِ حاشیهٔ جنوبی دریای خزر و کناره شمالی البرز به مساحت ۵۵٬۰۰۰ کیلومتر مربع (۲۱٬۰۰۰ مایل مربع) (۷٪ مساحت ایران) است. | [ ۳۳ ] |
| ۲۵ |                                                                        | راه‌آهن سراسری ایران                    | گلستان مازندران سمنان تهران قم مرکزی لرستان خوزستان | ۲۰۲۱ | ۱۵۸۵ ii,iv              | مسیر راه‌آهن سراسری ایران با طول حدود ۱۴۰۰ کیلومتر، نه‌تنها از حیث تکنیک و کیفیت ساخت، بلکه از بعد گردشگری و برخورداری از مناظر و جاذبه‌های طبیعی ویژه در جهان حائز اهمیت است و یونسکو به جهانی‌شدن این مسیر مملو از جاذبه‌های طبیعی، بناها و پل‌ها و ایستگاه‌ها و تأسیسات و حتی لوکوموتیوهای تاریخی رای داد. | [ ۳۴ ] |
| ۲۶ |                                                                        | چشم‌انداز فرهنگی اورامانات              | کردستان کرمانشاه                                    | ۲۰۲۱ | ۱۶۴۷ iii,v              | اورامان نام منطقه‌ای تاریخی با بافت پلکانی و آداب و رسوم خاص در استان‌های کردستان و کرمانشاه است. این روستاها از نظر معماری، شیوه زندگی مردم و کشاورزی، دارای ویژگی‌های منحصر به فردی هستند و با ترکیب کشاورزی در دامنه‌های پرشیب، یکپارچگی خود با طبیعت را نشان داده‌اند. | [ ۳۵ ] |
| ۲۷ |                                                                        | کاروانسراهای ایرانی                    | ۲۴ استان ایران                                      | ۲۰۲۳ | ۱۶۶۸ ii,iii             | کاروانسراها یکی از مهم‌ترین اَشکال معماری ایرانی هستند که باعث توسعه مسیرها و نیازهای مرتبط با خواسته‌ها و مقتضیات سفر شده است. این کاروانسراها با مقایسه نقشه ۲۰۰ کاروانسرا انتخاب شده‌اند و هیچ‌یک از آنها نقشه تکراری ندارند؛ بنابراین مشهود است که کاروانسراها نتیجه و محصول خلاقیت و نبوغ معماران ایرانی در طول تاریخ است. کاروانسراهای ایرانی ثبت‌شده در فهرست میراث جهانی متعلق به دوره ساسانی تا پایان دوره قاجار هستند و عبارتند از: دیر گچین، قلعه سنگی، رباط شرف، سنگی انجیره، جمال‌آباد، عباس‌آباد تایباد، فخر داوود، شیخعلی‌خان، مرنجاب، امین‌آباد، گبرآباد قمصر، کوهپایه، گز، مهیار، مزینان، ایزدخواست، فخرآباد، سرایان، قصر بهرام، سنگی آهوان، آجری آهوان، میامی، عباس‌آباد شاهرود، میاندشت، زین‌الدین، میبد، فرسفج، خواجه‌نظر، دهدشت، بیستون، گنجعلی‌خان، گویچه‌بیل، شاه‌عباسی خوی، صائین، تی تی، باغ شیخ، زعفرانیه، رباط مهر، ینگه‌امام، بستک، برازجان، آجری انجیره، افضل، نیستانک، چاه کوران، چمشک، رشتی، خرانق، تاج‌آباد، رباط ده محمد، خان، چهل‌پایه، سعدالسلطنه و رباط قلی. | [ ۳۹ ] |
| ۲۸ |                                                                        | هگمتانه                                | همدان                                               | ۲۰۲۴ | ۱۶۴۷ iii,v              | هگمتانه در جهان به دلیل اینکه پادشاهی ماد در آنجا بنیان‌گذاری شد، به خوبی شناخته می‌شود. هگمتانه در برون‌شهر همدان واقع شده است و ۵۰ هکتار از شهر همدان را شامل می‌شود. این شهر کهن، نخستین پایتخت ایران بوده است و به همراه آتن در یونان و رم در ایتالیا و شوش در خوزستان، از معدود شهرهای باستانی جهان می‌باشد که همچنان زنده و مهم مانده است. هرودوت این شهر را ساخته دیااکو دانسته و گفته است که هفت دیوار داشته که هر کدام به رنگ یکی از سیاره‌ها بوده‌اند. | [ ۴۰ ] |
| ۲۹ | نگاره                                                                  | محوطه‌های پیشاتاریخی دره خرم‌آباد        | استان لرستان                                        | ۲۰۲۵ | ۱۷۴۴(iii)               | این دره در ارتفاعات مرکزی لرستان و در دل کوه‌های آهکی قرار گرفته است. به دلیل وجود مخازن آب فراوان و انواع مختلف گیاهان و جانوران، آب و هوای مناسب و امکانات دفاعی طبیعی در میان رشته‌کوه‌های زاگرس و همچنین موقعیت خاص آن به‌عنوان گذرگاه، در طول تاریخ از اهمیت بالایی برخوردار بوده و از ۴۰۰۰۰ سال پیش خاستگاه حیات بوده است. این دره شامل حداقل ۲۰ اثر پیش از تاریخ مانند غارها، پناهگاه‌ها و محوطه‌های باستانی و همچنین ۲۰ تپه باستانی و ۱۵ اثر تاریخی است. | [ ۴۱ ] |

## فهرست آزمایشی
علاوه بر مکان‌هایی که در فهرست میراث جهانی ثبت می‌شوند، کشورهای عضو می‌توانند فهرستی پیشنهادی از مکان‌های پیشنهادی خود تهیه کنند. تنها آثاری که ابتدا در این فهرست قرار گرفته باشند، امکان ثبت در فهرست میراث جهانی را خواهند داشت.
کشورها باید فهرست‌های آزمایشی را حداقل یک سال قبل از ارائه هر نامزدی به مرکز میراث جهانی ارسال کنند و حداقل هر ده سال یکبار فهرست آزمایشی توسط کشور ارائه دهنده بررسی مجدد می‌شود.
ایران تا ژانویه ۲۰۲۵، ۵۸ مکان را در فهرست پیشنهادی خود گنجانده است.
| #  | نگاره                               | نام                                                      | موقعیت |      | سالش ثبتمعیارها              | شرح | منبع   |
| -- | ----------------------------------- | -------------------------------------------------------- | --- | ---- | ---------------------------- | --- | ------ |
| ۱  | بقایای کاخ خسرو در قصر شیرین، ۲۰۱۴. | مجموعه تاریخی قصرشیرین                                   | استان کرمانشاه | ۱۹۹۷ | ۸۸۹                          | این مجموعه در شمال شرقی قصر شیرین قرار دارد و شامل بقایای معماری و شهرسازی از اواخر دوره ساسانی و اوایل دوره اسلامی به عنوان کاخ خسرو، بنای تاریخی چهارقاپی، بقایای برج سنگی معروف به بان‌قلعه و بقایای کاروانسرای عباسی است. | [ ۴۵ ] |
| ۲  | نگاره                               | نقش رستم و نقش رجب                                       | استان فارس | ۱۹۹۷ | ۸۹۸                          | مجموعه‌ای از آثار تاریخی، مذهبی و هنری دوره‌های هخامنشی و ساسانی است که در محوطه‌ای کوچک در نزدیکی بناهای تخت جمشید و آثار شهر استخر قرار دارد که رودخانه پلوار در میان آن‌ها جاری است. نقش رستم، مجموعه مهمی از محل تدفین شاهان هخامنشی، به ویژه داریوش بزرگ و خشایارشا است. نماهای آنها دارای نقش برجسته‌های هخامنشی است و ۶ نقش برجسته از نیمه اول دوره ساسانی در زیر آنها نمایان است. نقش رجب در فاصله چند صد متری بقایای شهر استخر، شامل چهار تابلو نقش برجسته از اوایل دوره ساسانی در یک مجموعه کوچک است. | [ ۴۶ ] |
| ۳  | نگاره                               | تپه سیلک                                                 | استان اصفهان | ۱۹۹۷ | ۹۰۰                          | مجموعه سیلک از دو تپه به نام‌های سیلک شمالی و جنوبی تشکیل شده است که در فاصله حدود ۶۰۰ متری از هم قرار دارند. آثار تپه‌های شمالی قدیمی‌تر از تپه‌های جنوبی است. بقایای دو دوره فرهنگی، از آغاز سکونت در روستاهای خاور نزدیک تا پایان این دوره و آثار سه دوره فرهنگی، از آغاز استقرار در شهرها، در منطقه وجود دارد. در پایان دوره دوم به دلایل نامعلومی اهالی سیلک به تپه جنوبی کوچ کرده و در آنجا ساکن شدند. آنها ۳۲۰۰ قبل از میلاد از نوعی خط معروف به پروتو-ایلامی استفاده می‌کردند که نشانه‌های آن ترکیبی از پیکتوگرام‌ها و اعداد بوده است. با توجه به استفاده از ظروف سرامیکی خاکستری، آخرین ساکنان سیلک مردگان خود را در دو قبرستان به نام‌های A و B دفن کردند. سیلک سرانجام در اواخر عصر آهن، قبل از ظهور مادها، متروک شد. | [ ۴۷ ] |
| ۴  | نگاره                               | طاق بستان                                                | استان کرمانشاه | ۲۰۰۷ | ۵۱۸۲ (i)(ii)(iii)(iv)        | این مجموعه شامل آثاری از دوره‌های پیش از تاریخ تا تاریخی مانند شکارگاه خسرو پرویز، روستای باستانی، گورستان اشکانی و تپه مرادحاصل است. شاخص‌ترین اموال مجموعه متعلق به دوره ساسانی است که از دو رواق (ایوان بزرگ و کوچک) و نقش برجسته‌های همان دوره تشکیل شده است. | [ ۴۸ ] |
| ۵  | نگاره                               | کوه خواجه                                                | استان سیستان و بلوچستان | ۲۰۰۷ | ۵۱۸۴(ii)(iii)(iv)            | مجموعه کوه خواجه با وسعت بیش از ۵ هکتار بر فراز کوه خواجه در نزدیکی زابل، به عنوان یکی از مهم‌ترین قلعه‌های تاریخی ایران پیش از اسلام و اوایل دوره اسلامی در منطقه است که شامل بقایایی از دوره‌های اشکانی، ساسانی و اوایل اسلامی است که دارای تزئینات معماری برجسته است. از نظر تاریخی و هنری، این سایت دارای ارزش شبه مذهبی است. | [ ۴۹ ] |
| ۶  | تخت جمشید · نگاره                   | بناهای وابسته به تخت جمشید                               | استان فارس | ۲۰۰۷ | ۵۱۸۶ (ii)(iv)(vi)            | تخت جمشید یکی از سه اثر ثبت شده در فهرست میراث جهانی در سال ۱۳۵۸ متعلق به سلسله هخامنشیان و کامل‌ترین فرم معماری و شهرسازی این دوره است. این ملک نه تنها یک مرکز سیاسی بلکه یک مرکز مذهبی نیز بوده است. همچنین وجود کوه مقدس مهر در مجاور تخت جمشید از دوران پیش از تاریخ تا به امروز مورد توجه مذهبی بوده است. اخیراً مشخص شده است که این کوه و آرامگاه‌های پادشاهی در نقش رجب و شهر استخر، هم دروازه ورودی شهر پارسه و هم درگاه آبرسانی بوده است. املاک فوق و سایر بناهای مربوط ساختاری یکپارچه ایجاد کرده‌اند که با بی‌توجهی به آنها نمی‌توان تخت جمشید را به‌طور کامل تعریف کرد. این مجموعه به عنوان قلب تمدن ایران در آن دوره مطرح بوده است. هویت ایرانی هنوز هم شناخته شده و با این مجموعه ادغام شده است. برخی از عناصر خلاقانه معماری و شهرسازی هخامنشیان امروزه به چشم می‌خورد. در حال حاضر تنها سکوی تخت جمشید در فهرست میراث جهانی قرار گرفته است و برای تکمیل مفهوم ملک لازم است که کل مجموعه در فهرست قرار گیرد. | [ ۵۰ ] |
| ۷  | نگاره                               | محور تاریخی-فرهنگی فین سیلک کاشان                        | استان اصفهان | ۲۰۰۷ | ۵۱۸۷(i)(ii)(iii)(iv)(vi)     | چشمه سلیمانیه در فین خاستگاه زندگی در این منطقه است و تمدن‌هایی مانند سیلک را به وجود آورده که مربوط به هزاره ششم پیش از میلاد و نمونه‌های دیگر به بعد است. این چشمه باغ فین، از برجسته‌ترین باغ‌های ایرانی را به وجود آورده است. منطقه تاریخی کاشان نمونه خاصی از تمدن از اوایل دوره اسلامی به بعد است. این منطقه دارای چندین ملک از جمله مساجد، بازار، تکیه‌ها، خانه‌ها و واحدهای صنعتی است. | [ ۵۱ ] |
| ۸  | نگاره                               | گروه تاریخی قصرشیرین                                     | استان کرمانشاه | ۲۰۰۷ | ۵۱۸۸(ii)(vi)                 | این مجموعه در حاشیه شمال شرقی قصرشیرین قرار دارد و شامل بقایای معماری و شهرسازی از اواخر دوره ساسانی و اوایل دوره اسلامی مانند کاخ خسرو است. | [ ۵۲ ] |
| ۹  | نگاره                               | نیایشگاه آناهیتا                                         | استان کرمانشاه | ۲۰۰۷ | ۵۱۸۹(iii)                    | بنای تاریخی معروف به معبد آناهیتا که بر روی سکوی صخره‌ای مشرف به دشت کنگاور ساخته شده است یک ساختمان بزرگ به ابعاد ۲۲۰ متر در ۲۱۲ متر است. این بنا دارای پلکانی دو طرفه در جبهه جنوبی و پلکانی یک طرفه در گوشه شمال شرقی آن است. منابع تاریخی و شواهد باستان‌شناسی این بنا را به دوره هخامنشی تا دوره اسلامی نسبت می‌دهند. | [ ۵۳ ] |
| ۱۰ | نگاره                               | میبد                                                     | استان یزد | ۲۰۰۷ | ۵۱۹۳(i)(ii)(iii)(iv)(v)      | این شهر نمونه بارز ماندگاری و انتقال افکار جمعی انسان از نسل‌های مختلف به نسل کنونی است. آنچه در شهر میبد قابل توجه است نظم در شهرسازی است. کالبدشناسی و ساختار فضایی شهر نشان دهنده طرح‌های بدیع و منطبق با شهرسازی قدیم ایران است. | [ ۵۴ ] |
| ۱۱ | نگاره                               | بندر تاریخی سیراف                                        | استان بوشهر | ۲۰۰۷ | ۵۱۹۵(v)                      | بندر تاریخی سیراف مهم‌ترین بندر ایران از دوره ساسانی تا قرن چهارم هجری است. تسلط و نبوغ ایرانیان را در دریانوردی، روابط بین‌الملل و تعامل با سایر فرهنگ‌ها و تمدن‌های دور و نزدیک به اثبات می‌رساند. | [ ۵۵ ] |
| ۱۲ | نگاره                               | بازار قیصریه لار                                         | استان فارس | ۲۰۰۷ | ۵۱۹۶(i)(ii)(iii)(vi)         | لار نمونه ای از شهرسازی متعلق به دوره قبل از صفویه است. تداوم بازار قیصریه پس از واقعه تاریخی زلزله لار و برنامه‌ریزی و گسترش آن و ساخت میدانی با دروازه چوگان و رواق‌های اطراف مجموعه‌ای منحصر به فرد از شهرنشینی دوران پس از زلزله را نشان می‌دهد. | [ ۵۶ ] |
| ۱۳ | نگاره                               | ابیانه                                                   | استان اصفهان | ۲۰۰۷ | ۵۱۹۷ (ii)(iii)(iv)           | روستای ابیانه یکی از روستاهای تاریخی ایران است که آثاری از دوره ساسانی تا امروز را در خود جای داده است. یک مسجد اصلی با محراب منحصر به فرد دوره سلجوقی، خانه‌هایی هماهنگ با آب و هوا و زمین‌های کوهستانی در شهر وجود دارد. می‌توان واژه‌های پهلوی ساسانی را در گفت و گوهای روزمره و نیز پوشش روستائیان را که ریشه در دوران پیشین دارد مشاهده کرد. | [ ۵۷ ] |
| ۱۴ | نگاره                               | بسطام و خرقان                                            | استان سمنان | ۲۰۰۷ | ۵۱۹۸(ii)(iii)(iv)            | این اثر شامل مجموعه شیخ بایزید بسطامی، مسجد جامع، گنبد برج‌دار کاشانه و بخشی از دیوار قدیمی شهر است. مجموعه شیخ بایزید بسطامی، مقبره بایزید بسطامی، یکی از پنج صوفی برجسته جهان است. به همین دلیل، از قرن نوزدهم به بعد، چندین ملک مهم در اطراف آن ساخته شده است. قدیمی‌ترین ملک این مجموعه به قرن‌های ۸ و ۹ میلادی بازمی‌گردد. | [ ۵۸ ] |
| ۱۵ | نگاره                               | بافت تاریخی دامغان                                       | استان سمنان | ۲۰۰۷ | ۵۲۰۰(ii)(iii)(iv)(v)         | این تپه متعلق به دوره نوسنگی و کالکولیتیک و یکی از معروف‌ترین مکان‌های ماقبل تاریخ خاورمیانه است. در دوره اشکانی پایتخت به قومس در غرب دامغان منتقل شده است. دامغان در قرن اول اسلامی به اوج خود رسید. یافتن چنین مکانی متشکل از آثار سرنوشت ساز در منطقه ای با مساحت کوچکی از جمله تاریخانه دامغان، برج علمدار، مجموعه امامزاده جعفر و دیوار شهر که هنوز وجود دارد، بسیار سخت است. | [ ۵۹ ] |
| ۱۶ | نگاره                               | چشم‌انداز فرهنگی-طبیعی رامسر                              | استان مازندران | ۲۰۰۷ | ۵۲۰۱(iii)(iv)(vii)(x)        | محور فرهنگی-طبیعی رامسر از دامنه شمالی رشته کوه البرز تا سواحل دریای خزر کشیده شده است و شامل مواردی چون. هتل رامسر، باغ سی جریب، کاخ و باغ پهلوی اول، بلوار اصلی که به کازینو رامسر ختم می‌شود. برنامه‌ریزی شهری یک قرن پیش را نشان می‌دهد که با طبیعت ادغام شده بود. | [ ۶۰ ] |
| ۱۷ | نگاره                               | مسجد کبود                                                | استان آذربایجان شرقی | ۲۰۰۷ | ۵۲۰۲(i)(ii)(iii)(iv)         | این مسجد یکی از آثار گران‌بهای دوره تموریان است و به دلیل اینکه از آجرهای فیروزه‌ای رنگ ساخته شده به فیروزه اسلام معروف است و یکی از زیباترین بناهای دوره تیموری است. از نظر جغرافیایی در شرایط اقلیمی سرد قرار داشته و به همین دلیل چهار ضلعی ندارد. باقیمانده آن شامل یک بقعه و یک مسجد است که گنبد آن دو لایه است. | [ ۶۱ ] |
| ۱۸ | نگاره                               | چشم‌انداز فرهنگی توس                                      | استان خراسان رضوی | ۲۰۰۷ | ۵۲۰۳(iii)(iv)(vi)            | توس یکی از مکان‌هایی است که دارای قدیمی‌ترین یافته‌های زندگی بشر است و امروزه به عنوان بزرگ‌ترین شهر مذهبی باستانی جهان به‌شمار می‌رود. این شهر شاهد تمدن‌های مختلف (توالی فرهنگی) بوده است. توس زادگاه بسیاری از بزرگان ایرانی است. | [ ۶۲ ] |
| ۱۹ | نگاره                               | ماسوله                                                   | استان گیلان | ۲۰۰۷ | ۵۲۰۴(ii)(iii)(iv)(v)         | این شهر قدمتی هشتصد تا هزار ساله دارد. وجود قبرستان‌های متعدد درون و بیرون شهر، بافت قدیمی آن را ثابت می‌کند. پلان طبقاتی و پلکانی شهر به موازات دامنه کوه است. تلفیق چنین معماری با مناظر طبیعی می‌تواند مرکز گردشگری ملی و بین‌المللی و تنها راه زندگی ساکنان باشد. از آنجایی که همه مردم مستقیماً نمای اصلی خانه‌ها را می‌دیدند، هنرمندان و صنعتگران محلی تمام تلاش خود را در این قسمت از ساختمان به کار گرفتند. | [ ۶۳ ] |
| ۲۰ | نگاره                               | مجموعه ایزدخواست                                         | استان فارس | ۲۰۰۷ | ۵۲۰۵ (i)(ii)(iii)(iv)        | این مجموعه تاریخی با ویژگی‌های منحصر به فردی بر روی یک پایگاه طبیعی قرار گرفته است. این مجموعه شامل قلعه ایزدخواست، یک کاروانسرا و پل دوره صفویه است. آثار داخل قلعه مربوط به دوره‌های مختلف از ساسانیان تا قاجاریه است. مهم‌ترین بخش مجموعه، دژی است که بر روی تخته سنگی منفرد در بنای ماسه‌ای و نزدیک به دره ایزدخواست ساخته شده است. سنگ بستر، قلعه را از حملات بیگانگان محافظت کرده است. یک پل و یک دروازه در قابل دسترس‌ترین قسمت مجموعه امکان ارتباط با مناطق اطراف را فراهم کرده است. کوچکی صخره منجر به تجمع اتاق‌های ساخته شده شده است. از این رو کوچک بودن اتاق‌ها باعث افزایش طبقات شده است. | [ ۶۴ ] |
| ۲۱ | نگاره                               | چشم‌انداز فرهنگی الموت                                    | استان قزوین | ۲۰۰۷ | ۵۲۰۶(ii)(iv)(v)(vi)(viii)    | قلعه حسن صباح در ضلع شمال شرقی روستای گازرخان در حومه معلم کلایه از حومه رودبار الموت واقع شده است. آثار قلعه در کنار دره‌ها و پرتگاه‌های هولناک بر روی صخره کنگلو قرار دارد. ارتفاع این صخره ۲۲۰ متر و از سطح دریا ۲۱۶۳ متر است. در دامنه‌های جنوب غربی کوه‌های هودکان و رشته کوه‌های البرز قرار دارد. به گفته عطا ملک جوینی، مورخ قرن هفتم، این صخره بلند از ضلع شمال شرقی مانند شتر خفته است. به گفته فریا استارک، قسمت بالایی آن شبیه یک کشتی است که دماغه آن به سمت شمال غربی کشیده شده است. دیوارها، برج‌ها و تیرهای دیده‌بانی از سنگ با گچ به عنوان ماده ساخته شده است. این قلعه ده هزار متر مربع مساحت دارد. ساختمان‌های مورد نیاز در سطوح مختلف صخره شیب‌دار ساخته شده‌اند. از تمامی سطوح و مکان‌های شیب دار به نحو مطلوب استفاده شده است. | [ ۶۵ ] |
| ۲۲ | نگاره                               | زوزن                                                     | استان خراسان رضوی | ۲۰۰۷ | ۵۲۰۸(ii)(iii)(iv)            | شهر تاریخی زوزن در ۴۱ کیلومتری شهر تاریخی خرگرد واقع شده و مستطیل شکل است. قلعه باستانی آن در ضلع جنوبی و مسجد جامع متعلق به دوره خوارزمی با پلان دو بالکن در ضلع غربی شهر قرار دارد. | [ ۶۶ ] |
| ۲۳ | نگاره                               | جیرفت                                                    | استان کرمان | ۲۰۰۷ | ۵۲۱۰(ii)(iii)(v)(vi)         | جیرفت به عنوان مرکز مبادلات ارتباطی، فرهنگی، تجاری در ارتباط با فرهنگ‌های همسایه عمل می‌کند و شبیه آناتولی در قفقاز، خراسان بزرگ و بین‌النهرین است. | [ ۶۷ ] |
| ۲۴ | نگاره                               | محور غزنوی- سلجوقی در خراسان                             | استان خراسان رضوی | ۲۰۰۷ | ۵۲۱۱(i)(ii)(iii)(iv)         | در مسیر جاده ابریشم کاروانسراهای متعددی از دوره سلجوقیان وجود دارد که از آن جمله می‌توان به رباط شرف، رباط ماهی و مجموعه تاریخی سنگ بست، بنای بابا لقمان و سایر بناها اشاره کرد. این ویژگی‌ها اهمیت مسیر را در خراسان بزرگ و خراسان کنونی در ایران ثابت می‌کند. | [ ۶۸ ] |
| ۲۵ | نگاره                               | جزیره قشم                                                | استان هرمزگان | ۲۰۰۷ | ۵۲۱۵ (vii)(viii)(ix)(x)      | قشم بزرگ‌ترین جزیره خلیج فارس در نزدیکی تنگه هرمز است و در امتداد سواحل جنوبی ایران کشیده شده است. بلندترین ارتفاع آن ۳۷۰ متر در کوه بوخون است. همچنین منابع گاز و نفت در مرکز جزیره وجود دارد. طول جزیره ۱۳۰ کیلومتر و عریض‌ترین قسمت آن ۱۱ تا ۳۵ کیلومتر بین تبل و سلخ است. منطقه حفاظت شده حرا، یکی از بزرگ‌ترین زیستگاه‌های حرا در ایران، در این جزیره واقع شده است. | [ ۶۹ ] |
| ۲۶ | نگاره                               | ارسباران                                                 | استان آذربایجان شرقی | ۲۰۰۷ | ۵۲۱۷(vii)(viii)(ix)(x)       | منطقه حفاظت‌شده ارسباران نهمین زیست‌کره حفاظت‌شده ایران است که مساحتی بالغ بر ۷۸۵۶۰ هکتار با محیطی معادل ۱۳۴ کیلومتر دارد. با توجه به اهمیت این منطقه در داشتن گیاهان و جانوران غنی و به ویژه حضور گونه‌های کمیاب در سال ۱۹۷۱ حفاظت شد و از سال ۱۹۷۶ در فهرست ذخیره‌گاه‌های زیست‌کره در ایران ثبت شد. | [ ۷۰ ] |
| ۲۷ | نگاره                               | سبلان                                                    | استان اردبیل | ۲۰۰۷ | ۵۲۱۸(vii)(viii)(ix)          | کوه سبلان در ولوانو با ارتفاع ۴۸۲۰ متر، سومین کوه مرتفع ایران است. این کوه که مجموعه‌ای از ویژگی‌های آتشفشانی و همچنین مناظر شگفت‌انگیز طبیعی را در خود جای داده است، یکی از خواص بی‌نظیر طبیعی ایران است. در قله آن دریاچه آب شیرین وجود دارد که یکی از مرتفع‌ترین دریاچه‌های آب شیرین جهان است. | [ ۷۱ ] |
| ۲۸ | نگاره                               | پارک ملی خبر و پناهگاه حیات وحش روچون                    | استان کرمان | ۲۰۰۷ | ۵۲۱۹(vii)(viii)(ix)(x)       | پارک ملت خبر و پناهگاه حیات وحش روچون ۱۶۹۲۰۰ هکتار وسعت دارد. خبر یازدهمین پارک ملی ایران است که به تنهایی ۱۲۰۰۰۰ هکتار وسعت دارد. کمترین ارتفاع ۱۰۰۰ و بلندترین آن ۳۸۴۵ متر است. این منطقه دارای فلور غنی و حدود ۱۲۰ گونه بومی است. از نظر جغرافیای گیاهی، منطقه ای بین نواحی ایران-تورانی و صحرا-سند قرار دارد که شامل چندین جامعه و پوشش گیاهی مختلف است. | [ ۷۲ ] |
| ۲۹ | نگاره                               | غار علیصدر                                               | استان همدان | ۲۰۰۷ | ۵۲۲۰(vii)(viii)(ix)          | غار علیصدر دارای تالارهای آبی و ویژگی‌های بسیار زیبا از جمله استالاکتیت‌ها، استلاگمیت‌ها و رسوبات کارستی با اشکال مختلف است. این غار با حدود ۲۴۰۰ متر بزرگ‌ترین غار جهان از این نظر است. این غار دارای سیستم مدیریت بهره‌برداری و حفاظت پایدار است. | [ ۷۳ ] |
| ۳۰ | نگاره                               | جاده ابریشم                                              | استان خراسان شمالی | ۲۰۰۸ | ۵۲۶۸(i)                      | جاده ابریشم مسیری است که عمدتاً از شرق به غرب کشیده شده و تمامی تمدن‌های آسیایی و اروپایی را به یکدیگر متصل کرده است. در حال حاضر می‌تواند نقش مهمی ایفا کند. در اینجا بخشی که در جغرافیای سیاسی ایران قرار دارد برای ثبت در فهرست میراث جهانی نامزد شده است. | [ ۷۴ ] |
| ۳۱ | نگاره                               | چشم‌انداز طبیعی- تاریخی ایذه                              | استان خوزستان | ۲۰۰۸ | ۵۲۶۹(i)(ii)(iii)(iv)(v)(vi)  | این محوطه شامل اشکفت سلمان، کول فراه، خون اژدر و بسیاری از املاک دیگر است که قدمت آنها به ۱۳۰۰ تا ۷۰۰ سال پیش بازمی‌گردد. در نقاشی‌های صخره ای، شکل‌ها به گونه ای نقاشی شده‌اند که زمینه ای برای پرسپکتیو ایجاد می‌کنند. برای اولین بار است که زنان در کنار مردان در نقاشی‌های ایرانی نقاشی می‌شوند. | [ ۷۵ ] |
| ۳۲ | نگاره                               | مجموعه زندیه                                             | استان فارس | ۲۰۰۸ | ۵۲۷۰(vi)                     | مجموعه بناهای کریم خانی از بناهای شیراز قدیم از زندیه تا امروز به‌شمار می‌رود. از آنجایی که آنها در دوره‌های مختلف ساخته شده است یا می‌توان ردپایی از عناصر شهری هر دوره را مشاهده کرد، از اهمیت بالایی برخوردارند. از این رو می‌توان آن را به عنوان یکی از الگوهای جامع معماری کنونی ایران شناخت. | [ ۷۶ ] |
| ۳۳ | نگاره                               | سازه‌های تاریخی-فرهنگی کرمان                              | استان کرمان | ۲۰۰۸ | ۵۲۷۱(i)(ii)(iii)(iv)(vi)     | یکی از مهم‌ترین دلایل ایجاد شهر کرمان، قرار گرفتن آن به عنوان چهارراه است. این شهر از دیرباز یکی از مکان‌های مهمی بوده است که غرب را به شرق و شمال به جنوب را متصل می‌کند. چنین مشخصاتی تأثیر بسزایی در ساخت و توسعه بازار داشته است، به گونه ای که مناطق تجاری شهر تا حاشیه کرمان گسترش یافته است. در نتیجه محور تجاری و طرح شهر بر اساس خطوط اصلی تجاری طراحی شده است. خط جنوب به شمال از بازار قدیم شروع می‌شود تا بازار عزیز یعنی از دروازه ریگ آباد تا اطراف دروازه گبری و خط شرق به غرب بازار کرمان که از دروازه مسجد شروع و به میدان ارگ ختم می‌شود. چنین پلانی نقش مهم خود را ثابت می‌کند و پلان معماری محور تجاری را به صورت متقاطع تبدیل می‌کند که به یکی از زیباترین بازارهای ایران تبدیل شده است. علاوه بر این، بیشترین دسترسی را بین بازار و محله‌های قدیمی شهر فراهم می‌کند. | [ ۷۷ ] |
| ۳۴ | نگاره                               | مجموعه پل‌های تاریخی                                      | استان لرستان | ۲۰۰۸ | ۵۲۷۳(i)(ii)(iii)             | به دلیل گوناگونی آب‌وهوا و شمار زیادی از کوه‌ها، ایران دارای رودهای کوچک و بزرگ بسیاری است. بسیاری از این پل‌ها، ارتباطات لازم را برای آسانی انجام تجارت، زیارت، تبادل آثار هنری و فرهنگی و حتی زمینه‌سازی برای مهاجمان ایجاد کرد. در راه باستانی شاهی در ایران، پل‌هایی مانند پل‌های خداآفرین، پل دختر و گاومیشان وجود دارد. | [ ۷۸ ] |
| ۳۵ | نگاره                               | ذخیره‌گاه زیست‌کره توران                                   | استان سمنان | ۲۰۰۸ | ۵۲۷۵(x)                      | این منطقه خشک و بیابانی به‌طور ویژه‌ای برای زیست جانوران و گیاهان مناسب است و تنوع گونه‌ای قابل ملاحظه‌ای در منطقه یافت می‌شود. بیشتر نواحی ذخیره‌گاه حالت استپی با بستر علفی دارد. ذخیره‌گاه محل زیست گونه‌های نادر و در معرض خطر انقراض از جمله یوزپلنگ آسیایی و گورخر ایرانی و همچنین حیات پرنده اندمیک ایران به‌نام زاغ بور است. | [ ۷۹ ] |
| ۳۶ | نگاره                               | دریاچه هامون                                             | استان سیستان و بلوچستان | ۲۰۰۸ | ۵۲۷۶(vii)(viii)(ix)(x)       | اهمیت پرندگان منطقهٔ حفاظت‌شدهٔ هامون از بعد ملی و بین‌المللی قابل توجه است. در سطح ملی ۲۹ گونه (۸/۱۵٪) از کل پرندگان در خطر انقراض‌اند. در سطح بین‌المللی و در قوانین اتحادیه بین‌المللی حفاظت از طبیعت تعداد ۶ گونه آسیب‌پذیر معرفی شده‌اند. بخش بسیار وسیعی از اراضی حدود ۸۳/۹۹ درصد، در دامنه ارتفاعی ۴۶۹ تا ۴۸۰ متر از سطح دریا قرار دارند و فقط در محدودهٔ کوه خواجه و فلات‌های ساحلی شمال باختری هامون اراضی دارای شیب مشاهده می‌شوند. در منطقه جمعاً ۵۵ گونه گیاهی شناسایی شده‌اند | [ ۸۰ ] |
| ۳۷ | نگاره                               | ذخیره‌گاه زیست‌کره حرا                                     | استان هرمزگان | ۲۰۰۸ | ۵۲۷۷(vii)(viii)(ix)(x)       | این ذخیره‌گاه طبیعی در تنگه خوران، میان جزیره قشم و سواحل جنوبی ایران واقع شده است. بخش بزرگی از آن را دلتای مهران اشغال می‌کند که دشت‌های جزر و مدی وسیعی را تشکیل می‌دهد و خط ساحلی مانگرو وسیعی دارد. تعداد زیادی جزایر کوچک، نهرها و ورودی‌های وجود دارد. آب‌وهوا آن شبه استوایی است و تابستان‌ها به شدت گرم هستند. میزان بارش باران نیز بسیار پایین است. این منطقه برای پرورش، زمستان‌گذرانی و مهاجرت پرندگان اهمیت بالایی دارد. | [ ۸۱ ] |
| ۳۸ | نگاره                               | دماوند                                                   | استان مازندران | ۲۰۰۸ | ۵۲۷۸(vii)(viii)(ix)(x)       | کوه دماوند بلندترین قله در ایران است. دماوند یک آتشفشان غیرفعال است که در دوران کواترنری فعال بوده است. دماوند چشمه‌های گرمایی زیادی دارد. قله دماوند سراسر سال همیشه در برف پوشیده شده است. تنوع گیاهی و جانوری دماوند بسیار غنی است و بیش از ۲۰۰۰ گونه گیاهی در خود دارد. | [ ۸۲ ] |
| ۳۹ | نگاره                               | آسباد                                                    | استان خراسان رضوی و سیستان و بلوچستان | ۲۰۱۷ | ۶۱۹۲(i)(ii)(iv)(v)           | در بخش‌های شرقی ایران بادهای شمالی قوی‌ای می‌وزد. اگرچه این پدیده طبیعی در فصل پاییز سراسر کشور گستردگی بیشتری دارد، نواحی شرقی ایران از این قاعده جدا هستند. این بخش‌ها تحت تأثیر بادهایی قرار می‌گیرند که به بادهای ۱۲۰ روزه یا بادهای سیاه معروف هستند که سرعت آن گاهی به ۱۰۰ کیلومتر در ساعت می‌رسد. باد بی‌پایان درطول سال و نادر بودن منابع آبی، دو دلیل برای ساخت یک راه کاربردی برای بهره‌گیری از آن بود که منجر به ساخت آسباد شد. آسبادها یکی از قابل‌توجه‌ترین سازه‌های معماری در مناطق بیابانی ایران است که انرژی باد را به شکل‌های دیگر از انرژی تبدیل می‌کند. آسباد روشی هوشمندانه برای آسیاب کردن غلات است که پیشینه آن به دوران باستان بر می‌گردد است که مردمانی در بخش‌های شرقی ایران زندگی می‌کردند می‌خواستند خود را با طبیعت سازگار کنند. | [ ۸۳ ] |
| ۴۰ | نگاره                               | غار کرفتو                                                | استان کردستان | ۲۰۱۷ | ۶۱۹۳(ii)(iii)(iv)(v)(vii)(x) | مجموعه طبیعی - تاریخی کَرَفتو غاری باستانی و اثری تاریخی در شمال استان کردستان در حدود ۷۲ کیلومتری شمال غربی دیواندره در شرق شهرستان سقز در منطقه ای به نام هواتو واقع شده است که به شکل سنگی غول پیکر از سنگ آهک در سطح شیب ۴۵ درجه به طول ۱۵۰۰ متر و عرض ۷۰۰ متر است. این مجموعه در منطقه حفاظت‌شده‌ای به نام عبدالرزاق واقع شده است که یکی از ارزشمندترین و غنی‌ترین مناطق زیست‌محیطی غرب ایران محسوب می‌شود که بیش از ۱۲۰ گونه جانوری و انواع گیاهان محلی را در خود جای داده است. این منطقه در کنار سایر اماکن تاریخی از جمله قلعه تاریخی زیویه و مجموعه تاریخی تخت سلیمان یک مثلث فرهنگی-تاریخی را در شمال غرب و غرب ایران تشکیل داده است. این غار از ۳۰۰۰ سال پیش تا دوران اسلامی محل سکونت انسان بوده است. | [ ۸۴ ] |
| ۴۱ | نگاره                               | حرم امام رضا                                             | استان خراسان رضوی | ۲۰۱۷ | ۶۱۹۴(i)(ii)(iii)(iv)(vi)     | علی بن موسی الرضا در زمان زندگانی خود جایگاه برجسته‌ای یافت و باعث تبدیل حرم او به عنوان یکی از قطب‌های مذهبی مسلمانان و به ویژه شیعیان شد که در طول تاریخ تحولات معماری بزرگی داشته است. | [ ۸۵ ] |
| ۴۲ | نخ‌ریسی در موزه مردمشناسی ابرکوه     | میراث صنعت نساجی در فلات مرکزی ایران                     | اصفهان، یزد و کرمان | ۲۰۱۷ | ۶۱۹۶(i)(ii)(iii)(iv)         | توسعه میراث صنعتی ریسندگی و بافندگی در ایران نشان می‌دهد که این میراث به‌عنوان کارکردی جدید، نشانه‌ای از دوران معاصر ایران بوده که مناظر تعدادی از شهرهای ایران را تغییر داده است. بر این اساس، شهرهای مهم ایران به شهرهای صنعتی معروف شدند. الگوهای مختلف میراث صنعتی با کارکرد آن مطابقت داشت و تحت تأثیر شرایط اقلیمی مناطق قرار داشت. می‌توان گفت که هر یک از این سازه‌ها نمونه‌های گونه‌شناختی میراث صنعتی در مورد ریسندگی و بافندگی با کارکردی خاص از لحاظ شرایط اقلیمی هستند. | [ ۸۶ ] |
| ۴۳ | نگاره                               | گنبدهای نمکی ایران                                       | استان فارس، هرمزگان، بوشهر، قم و زنجان | ۲۰۱۷ | ۶۱۹۸(vii)(viii)              | گنبدهای نمکی را می‌توان در نواحی جنوب، جنوب غربی و مرکزی ایران مشاهده کرد. گنبدهای نمکی یکی از واحدهای اصلی ژئومورفولوژی سازه ای ایران هستند. آنهایی که بیشترین تراکم را دارند در پهنه‌های چین خورده زاگرس، منطقه خلیج فارس و به ندرت در مرکز ایران و آذربایجان تشکیل می‌شوند. استان فارس از نظر فراوانی گنبدهای نمکی رتبه اول را دارد. سپس به ترتیب استان‌های هرمزگان، کرمان، سمنان و قم هستند. برخی از جزایر خلیج فارس از جمله هرمز، لارک و هنگام عمدتاً از این گنبدهای نمکی تشکیل شده‌اند. | [ ۸۷ ] |
| ۴۴ | نگاره                               | دیوار بزرگ گرگان                                         | استان گلستان | ۲۰۱۷ | ۶۱۹۹(i)(ii)(iii)(iv)(v)      | دیوار بزرگ گرگان، استان گلستان، در شمال ایران از سال‌های ۴۲۰ تا ۵۳۰ پس از میلاد ساخته شده است. دیوار بزرگ گرگان تقریباً ۲۰۰ کیلومتر امتداد دارد و ۳۸ قلعه در آن قرار دارند. این دیوار طولانی‌ترین دیوار باستانی است که بین اروپای مرکزی و چین قرار دارد و از دیوار هادریان و دیوار آنتونین در کنار هم بلندتر است. همچنین طول آن بیش از سه برابر طولانی‌ترین دیوار دفاعی روم متاخر است که از ابتدا ساخته شده است. | [ ۸۸ ] |
| ۴۵ | نگاره                               | خانه ایرانی در فلات مرکزی ایران                          | استان یزد | ۲۰۱۷ | ۶۲۰۰(ii)(iv)(v)(vi)          | ایران کشوری چهارفصل و دارای شرایط اقلیمی متنوع است و این شرایط در سبک معماری ایرانی تأثیر بسزایی داشته است که در نتیجه می‌توان خانه‌های کاهگلی در شمال، ایوان خانه‌ها در غرب و خانه‌های مرکزی را پیدا کرد. خانه ایرانی در واقع محل تجمع اعضای خانواده، محلی برای تأمین نیازهای مادی و معنوی آنهاست. شواهد باستان‌شناسی موجود نشان می‌دهد که خانه چار سو - خانه ای مربع یا مستطیل شکل با اتاق‌های به هم پیوسته - به دوران قبل از اسلام بازمی‌گردد. خانه ای تقریباً با همین طرح در تخت جمشید وجود دارد که در یک طرف حیاط ایوان‌های کوچکی و در طرف دیگر اتاق‌هایی وجود دارد که ماکتی از آن در شهر کاشان مشاهده شده است. | [ ۸۹ ] |
| ۴۶ | نگاره                               | دانشگاه تهران                                            | استان تهران | ۲۰۱۷ | ۶۲۰۱(ii)(vi)                 | دانشگاه تهران اولین مرکز آموزش عالی ایران است که در سال ۱۹۳۴ تأسیس شد و یکی از قدیمی‌ترین دانشگاه‌های جهان است. این دانشگاه ابتدا با ادغام مدارس و مراکز آموزشی زیر در تهران تأسیس شد. موسسات آموزش عالی فرانسه توسط معماران ایرانی، فرانسوی، روسی و ارمنی به عنوان الگوی دانشگاه تهران انتخاب شدند. در سال ۱۳۵۰ کتابخانه مرکزی دانشگاه افتتاح شد که ساختمان آن توسط عبدالعزیز فرمانفرمایان طراحی شد. این دانشگاه الگویی برای سایر دانشگاه‌های ایران است و نقش بسزایی در شکل‌گیری و توسعه شهر تهران داشته است. قدیمی‌ترین ساختمان دانشگاه تهران کاخ سلیمانیه کرج است که در اوایل دوره قاجار ساخته شده و از تزئینات برجسته نقاشی برخوردار است. دانشگاه تهران برآیند چندین نسل از معماران ایرانی و بین‌المللی است که از این نظر در مقایسه با سایر موارد مشابه در سراسر جهان از ارزش‌های برجسته ای برخوردار است. | [ ۹۰ ] |
| ۴۷ | نگاره                               | کلیسای وانک                                              | استان اصفهان | ۲۰۱۹ | ۶۳۸۵(ii)(iii)(vi)            | تعاملات فرهنگی-اجتماعی ایرانی و ارمنی با مهاجرت ارمنی‌ها در دوره صفویه از شمال غرب ایران به اصفهان توسط شاه عباس اول تا فلات مرکزی ایران گسترش یافت. اسکان ارمنی‌ها در شهر تاریخی اصفهان با احداث منطقه جدید جلفا در اصفهان یکی از مهم‌ترین رویدادها منجر شد.. | [ ۹۱ ] |
| ۴۸ | نگاره                               | خیابان ولی عصر                                           | استان تهران | ۲۰۱۹ | ۶۳۸۷(ii)(iii)(iv)            | خیابان ولی عصر یکی از اصلی‌ترین عناصر شهری شهر تهران در جهت شمال به جنوب است. نقطه شروع آن میدان راه‌آهن و نقطه پایان آن میدان تجریش است. میدان راه‌آهن ۱۱۱۷ متر بالاتر سطح دریا است که در میدان تجریش به ۱۶۱۵ متر می‌رسد. پیدایش خیابان ولی عصر را باید نویدبخش آغاز مدرنیسم در تاریخ شهرسازی و معماری ایران دانست. این خیابان به عنوان یکی از خطوط حیات تهران برای اولین بار توسط عبدالغفار نجم‌الدوله در نقشه ای ترسیم شد. | [ ۹۲ ] |
| ۴۹ | نگاره                               | نمادهای دوره‌ای میراث معماری مدرن تهران                   | استان تهران | ۲۰۲۱ | ۶۵۴۸(ii)(iii)(iv)            | تعدادی از بناهای ساخته شده از سال ۱۹۲۵ تا ۱۹۴۰ با طرحی مدرن با معماری کلاسیک ایرانی مانند دانشکده البرز، اداره پست مرکزی، کاخ شهربانی و موزه ملی ایران (ساختمان‌های میدان مشق) به همراه تعدادی کارخانه صنعتی به سبک پیشامدرن ساخته شده‌اند. سبک مدرن اولیه، شامل تعدادی ملک است که با سبک آرت دکو ساخته شده‌اند. کالج دماوند، کاخ دادگستری، کاخ وزارت خارجه و ساختمان اداری جیپ در تهران از نمونه‌های بارز این سبک هستند. سبک جهانی مدرن از سال‌های پایانی دهه ۱۹۵۰ به بعد برای سه دهه در سراسر ایران رواج یافت. نمونه‌های بارز این سبک ساختمان بانک کار، دفتر مرکزی شرکت ملی نفت ایران، مجلس سنای ایران و ساختمان وزارت کار هستند. سبک مدرن متاخر نتیجه تجارب متعددی در سبک مدرن است که سعی شده عناصری از فرهنگ بومی مانند برج آزادی، دانشگاه امام صادق و دفتر مرکزی وزارت میراث فرهنگی، گردشگری و صنایع دستی ایران را دربر گیرد. در این سبک، معماران سعی کردند به معماری مدرنی که در ایران به کار گرفته شده بود، نوعی هویت بومی ببخشند.                                                                                           | [ ۹۳ ] |
| ۵۰ | نگاره                               | چگا سفلی                                                 | استان خوزستان | ۲۰۲۱ | ۶۵۴۹(i)(ii)(iii)(iv)(vi)     | این محوطه در دشت زیدون در جنوب یکی از شهرستان‌های استان بهبهان در جنوب شرقی استان خوزستان و در فاصله کمی از سواحل شمالی خلیج فارس قرار دارد. چگا سفلی شامل یک شهرک و یک بخش گورستان است. مساحت سکونتگاه حدود ۲۰ هکتار و مساحت گورستان حدوداً می‌باشد. در دهه ۱۹۷۰، طی یک بررسی باستان‌شناسی توسط هانس نیسن از مؤسسه شرق‌شناسی دانشگاه شیکاگو و دانشگاه فری برلین، این مکان به عنوان گسترده‌ترین مکان ماقبل تاریخ در دشت زهره با عنوان BZ.71 مشخص شد. طی بررسی باستان‌شناسی به سرپرستی کامیار عبدی، چگا سفلی با نام تل چگا پایین به شماره ۲۸۸۲۲ در فهرست آثار ملی کشور به ثبت رسید. دستاوردهای مهمی در نتیجه کاوش‌های سال‌های ۲۰۱۵ تا ۲۰۲۰ به سرپرستی عباس مقدم به دست آمده است که می‌توان آن را سنت تدفین شش هزار ساله با معماری آرامگاهی منحصربه‌فرد دانست. چگا سفلی نشان دهنده مرحله‌ای از پیش از تاریخ ایران است که در ادبیات باستان‌شناسی از اواخر سوسیانای میانه تا سوسیانای متاخر شناخته شده است. تا به امروز، داده‌های مطلق چگا سفلی از ۴۷۰۰ تا ۳۷۰۰ قبل از میلاد بوده است.                                                          | [ ۹۴ ] |
| ۵۱ | نگاره                               | معماری سکونتگاه‌های تاریخی در سراسر سواحل شمالی خلیج فارس | بوشهر، هرمزگان و سیستان و بلوچستان | ۲۰۲۱ | ۶۵۵۰(ii)(iii)(iv)(v)(vi)     | شامل (سیراف، کنگ، لافت، کیش و مکران) --- معماری و شهرسازی بندرها تاریخی ایران در خلیج فارس مانند سیراف، کنگ، لافت، کیش و مکران به عنوان یک مجموعه متشکل از بافت تاریخی شهری بندرها، نواحی ساحلی، میراث ملموس و ناملموس است که ارتباط مستقیمی با یکدیگر دارند. این بندرها تاریخی روایتگر بخشی از میراث دریایی مردمان خلیج فارس هستند که یاد و خاطره آن هنوز در حافظه مشترک و جمعی ساکنان آن زنده است. تاریخچه آنها به دوره اشکانیان و ساسانیان بازمی‌گردد که در این دوران تجارت و سفرهای دریایی آغاز شده است. ادامه سکونت گاه‌ها از دوره ساسانی و پس از اسلام تا به امروز معماری و شهرسازی سواحل خلیج فارس را با سنت‌ها و سبک زندگی برجسته خود در میان بندرها تاریخی ایران در این منطقه شکل داده است. این ارتباطات منجر به تعاملات گسترده‌تر و ارتباطات عمیق فرهنگی با بقیه جهان از شرق آفریقا و جنوب شرق آسیا در خلیج فارس و اقیانوس هند شده است. | [ ۹۵ ] |
| ۵۲ | نگاره                               | چشم‌انداز فرهنگی، بندر تاریخی کنگ                         | استان هرمزگان | ۲۰۲۱ | ۶۵۵۱i)(ii)(iii)(iv)(v)(vi)   | چشم‌انداز فرهنگی کنگ ترکیبی جدایی ناپذیر از یک شهر بندری با معماری منحصر به فرد، سیستم هوشمند جمع‌آوری آب و آبیاری در کنار میراث ناملموس غنی و قابل توجه آن است که توسط چشم‌اندازهای زیبای طبیعی و مصنوعی احاطه شده است. کنگ یکی از بهترین تعاملات بین دریا، معماری، کاربری زمین و فرهنگ است. بندر تاریخی کنگ با موقعیت ژئواستراتژیک منحصربه‌فرد بندر مهم‌ترین مکان در ساخت قایق‌ها و کشتی‌های باری و بادبانی است. کنگ مهم‌ترین مکان برای یافتن بهترین ملوانان و مردم دریا بوده و هنوز هم بهترین مکان برای نگهداری و سفارش کشتی‌های سنتی به نام "لنج" است که هنوز هم برای سفرهای دریایی بین قاره ای و سفرهای طولانی ماهیگیری استفاده می‌شود. بافت شهری تاریخی یکپارچه بندر کنگ و همچنین سکونت‌گاه‌های باستانی و محوطه‌های باستانی مرتبط با آن، گواه محکمی بر تداوم پیشینه زندگی در این مکان است که یادآور شهرسازی و کاربری‌های سنتی ساحلی ایران در خلیج فارس است. این شهر شامل صدها خانه تاریخی با تعداد زیادی بادگیر در خط افق خود است که از مهم‌ترین نشانه‌های اصالت و یکپارچگی این شهر بندری تاریخی در منطقه نیمه گرمسیری ساحلی ایران است. | [ ۹۶ ] |
| ۵۳ | نگاره                               | درختان کهنسال ایران                                      | استان‌های یزد، سیستان و بلوچستان، خراسان جنوبی، البرز، خراسان شمالی، تهران، سمنان، اصفهان، چهارمحال بختیاری، قزوین، هرمزگان، مازندران، مرکزی، کرمان، بوشهر و فارس | ۲۰۲۱ | ۶۵۵۲(vii)(ix)                | کیفیت، تعداد و تنوع درختان با عمر طولانی در ایران چشمگیر و حیرت‌انگیز است. زیستگاه‌های طبیعی مناسب، اهتمام ویژه به بهره‌وری بالای درختان، قرار گرفتن در اماکن تاریخی و مذهبی و اعتقادات مذهبی خاص از دلایل عمر فوق‌العاده درختان طولانی مدت است. در ایران درخت چنار با ۳۹۸ مورد، گردو، ارس، سرو و پسته وحشی بیشترین فراوانی را داشتند. کهنسال‌ترین درخت در ایران، سرو ابرکوه با قدمت ۴۰۰۰ ساله است. | [ ۹۷ ] |
| ۵۴ | نگاره                               | خانقاه و آرامگاه شیخ احمد جامی                           | استان خراسان رضوی | ۲۰۲۱ | ۶۵۵۳(ii)(iii)(iv)            | احمد جام از بزرگان صوفی ایرانی خانقاهی برای تعلیم و موعظه مریدانش بنا کرد تا روستا محل زیارت و ارادتمندان شود که باعث شکوفایی آن شد. این خانقاه از نظر زیبایی و شکوه و عظمت آن گسترش یابد. مجموعه آرامگاه شیخ احمد جام حاصل تحولات دوره‌های مختلف تاریخی است شامل آثار متعددی از دوره‌های سلجوقی، الکرت، تیموری، صفوی و قاجاریه است. در این مجموعه عناصر معماری در اطراف یک صحن بزرگ مرکزی شکل گرفته است. مهم‌ترین و باشکوه‌ترین فضاهای معماری محوطه در مجاورت بقعه شیخ جم ساخته شده است. | [ ۹۸ ] |